# Robin van Aggele
Robin van Aggele (Hilversum, 30 de julio de 1984) es un deportista neerlandés que compitió en natación.
Ganó una medalla de plata en el Campeonato Mundial de Natación en Piscina Corta de 2008 y cinco medallas en el Campeonato Europeo de Natación en Piscina Corta entre los años 2006 y 2010.

## Palmarés internacional
| Campeonato Mundial en Piscina Corta | Campeonato Mundial en Piscina Corta | Campeonato Mundial en Piscina Corta | Campeonato Mundial en Piscina Corta |
| Año                                 | Lugar                               | Medalla                             | Prueba                              |
| ----------------------------------- | ----------------------------------- | ----------------------------------- | ----------------------------------- |
| 2008                                | Mánchester (Reino Unido)            | Medalla de plata                    | 4 × 100 m libre                     |
| Campeonato Europeo en Piscina Corta |                                     |                                     |                                     |
| Año                                 | Lugar                               | Medalla                             | Prueba                              |
| 2006                                | Helsinki (Finlandia)                | Medalla de bronce                   | 4 × 50 m estilos                    |
| 2007                                | Debrecen (Hungría)                  | Medalla de bronce                   | 4 × 50 m estilos                    |
| 2009                                | Estambul (Turquía)                  | Medalla de oro                      | 100 m braza                         |
| 2010                                | Eindhoven (Países Bajos)            | Medalla de oro                      | 50 m braza                          |
| 2010                                | Eindhoven (Países Bajos)            | Medalla de bronce                   | 100 m braza                         |